# Oražem
Oražem je priimek več znanih Slovencev:
- Aleš Oražem, rokometaš
- Cvetka Zalokar Oražem (*1960), političarka, poslanka in književnica
- Damjan Oražem, gozdar, direktor Zavoda za gozdove
- Dana Pajnič Oražem (1906—1970), slovenska kiparka in oblikovalka
- Darko Oražem, nogometni trener
- Dušan Oražem (1927—2022), kemik ...
- Emil Oražem, keramik, industrijski oblikovalec, restavrator
- France Oražem (*1930), teolog, zaslužni profesor UL
- Frank Oražem/Orazem (1925—2008), ekonomist, univ. prof. (ZDA)
- Jakob Oražem, podjetnik v Ribnici, ustanovitelj tovarne športnega orodja JOR (predhodnica podjetja Riko in delno Elana)
- Janez Oražem (1889—1965), zdravnik splošne medicine, športnik, sokolski starešina
- Janez Oražem (1910—1994), teolog
- Miroslav Oražem (1900—1975), kipar in arhitekt
- Peter F. Orazem (Oražem), ekonomist (ZDA)
- Renata Oražem, športna strelka
- Stane Oražem, športni delavec (nogomet)
- Stanko Oražem (1887—1965), fotograf v 1. svetovni vojni, poveljeval avtomobilskim enotam (sin Jakoba Oražma)
- Tadej Oražem, ekonomist
- Vida Oražem, vodja negovalne bolnišnice
- Vito Oražem (*1959), industrijski oblikovalec, holograf (v Essnu/Nemčija)
- Žiga Oražem, alpinist